# Lumière polychromatique
Une lumière polychromatique est un rayonnement lumineux dont le spectre d'émission couvre, de manière continue ou non, une étendue significative du spectre lumineux. La lumière blanche est toujours une lumière polychromatique.
Le mot polychromatique signifie « de plusieurs couleurs ». Le prisme et le réseau de diffraction dévient la lumière selon sa longueur d'onde, et décomposent une lumière polychromatique en un éventail de lumières monochromatiques, dont chacune des couleurs est visible par la vision humaine.
Le terme polychromatique s'étend, en physique, à tout type de rayonnement, même invisible par l'homme, à tout phénomène périodique dont la vibration s'analyse en une gamme de vibrations assez large (Dic. Phys.).
En toute rigueur une lumière n'est jamais parfaitement monochromatique. La spectroscopie permet d'établir des critères distinguant les lumières monochromatiques des polychromatiques.

## Types de lumières polychromatiques
On distingue principalement trois types de lumières polychromatiques, suivant leur spectre :
Lumières à spectre discretelles sont constituées d'un ensemble limité, discontinu, de rayonnements monochromatiques de longueurs d'onde bien déterminées.
Les principales sources de lumières polychromatique à spectre discret sont les lampes à décharge : lampe à mercure, éclairage public au sodium.
Lumières à spectre continuelles sont constituées d'un ou plusieurs intervalles continus de longueurs d'onde.
Les principales sources à spectre continu sont les corps émettant de la lumière sous l'effet de la chaleur : lampe à incandescence, Soleil ou étoile.
Lumières à spectre mixteelles sont la combinaison des deux précédentes.
Les diodes électroluminescentes (LEDs) émettent une lumière polychromatique avec une ou plusieurs plages d'émission fortement accentuées.

### Éclairage
Les lumières polychromatiques à spectre continu, bien que d'un rendement lumineux moindre, sont mieux adaptées à l'éclairage. Elles causent moins de problèmes de métamérisme : ceux-ci se produisent quand la combinaison du spectre de l'éclairage et de la caractéristique de réflectance d'un objet produit une couleur différente sous une lumière et sous une autre.

## Traitement optique
Seules les lumières polychromatiques changent de nature quand elles passent à travers un réseau de diffraction, un prisme ou un filtre. Les lumières monochromatiques restent identiques, à l'intensité près.
Un monochromateur sélectionne une lumière monochromatique parmi celles présentes dans une lumière polychromatique.